# Романовська сільська рада (Романовський район)
Рома́новська сільська рада (рос. Романовский сельский совет) — сільське поселення у складі Романовського району Алтайського краю Росії.
Адміністративний центр та єдиний населений пункт — село Романово.

## Населення
Населення — 5225 осіб (2019; 5624 в 2010, 6104 у 2002).